# Liste der Biografien/Werb
Liste der Biografien |
Portal Biografien |
Personensuche
# |
A |
B |
C |
D |
E |
F |
G |
H |
I |
J |
K |
L |
M |
N |
O |
P |
Q |
R |
S |
T |
U |
V |
W |
X |
Y |
Z |
?
 
Wa |
Wc |
Wd |
We |
Wh |
Wi |
Wj |
Wl |
Wn |
Wo |
Wr |
Ws |
Wt |
Wu |
Ww |
Wy |
Wz
 
Wea |
Web |
Wec |
Wed |
Wee |
Wef |
Weg |
Weh |
Wei |
Wej |
Wek |
Wel |
Wem |
Wen |
Weo |
Wep |
Wer |
Wes |
Wet |
Weu |
Wev |
Wew |
Wex |
Wey |
Wez
 
Wera |
Werb |
Werc |
Werd |
Were |
Werf |
Werg |
Werh |
Weri |
Werj |
Werk |
Werl |
Werm |
Wern |
Wero |
Werp |
Werr |
Wers |
Wert |
Weru |
Werv |
Werw |
Wery |
Werz
Die Liste der Biografien führt alle Personen auf, die in der deutschsprachigen Wikipedia einen Artikel haben. Dieses ist eine Teilliste mit 39 Einträgen von Personen, deren Namen mit den Buchstaben „Werb“ beginnt.

## Werb
- Werb, Zena (1945–2020), US-amerikanische Zellbiologin und Krebsforscherin

### Werba
- Werba, Erik (1918–1992), österreichischer Komponist und Pianist
- Werba, Markus (* 1973), österreichischer Opernsänger (Bariton)
- Werba, Michael (* 1955), österreichischer Fagottist, Musikpädagoge, Wiener Philharmoniker

### Werbe
- Werbeck, Walter (* 1952), deutscher Musikwissenschaftler
- Werbeck, Wilfrid (1929–2016), deutscher evangelischer Kirchenhistoriker
- Werbeck-Svärdström, Valborg (1879–1972), schwedische Sängerin und Gesangspädagogin
- Werbeniuk, Bill (1947–2003), kanadischer Snookerspieler
- Werber, Anton (1840–1872), deutscher Arzt und Hochschullehrer
- Werber, Bernard (* 1961), französischer SchriftstellerBernard Werber (* 1961)

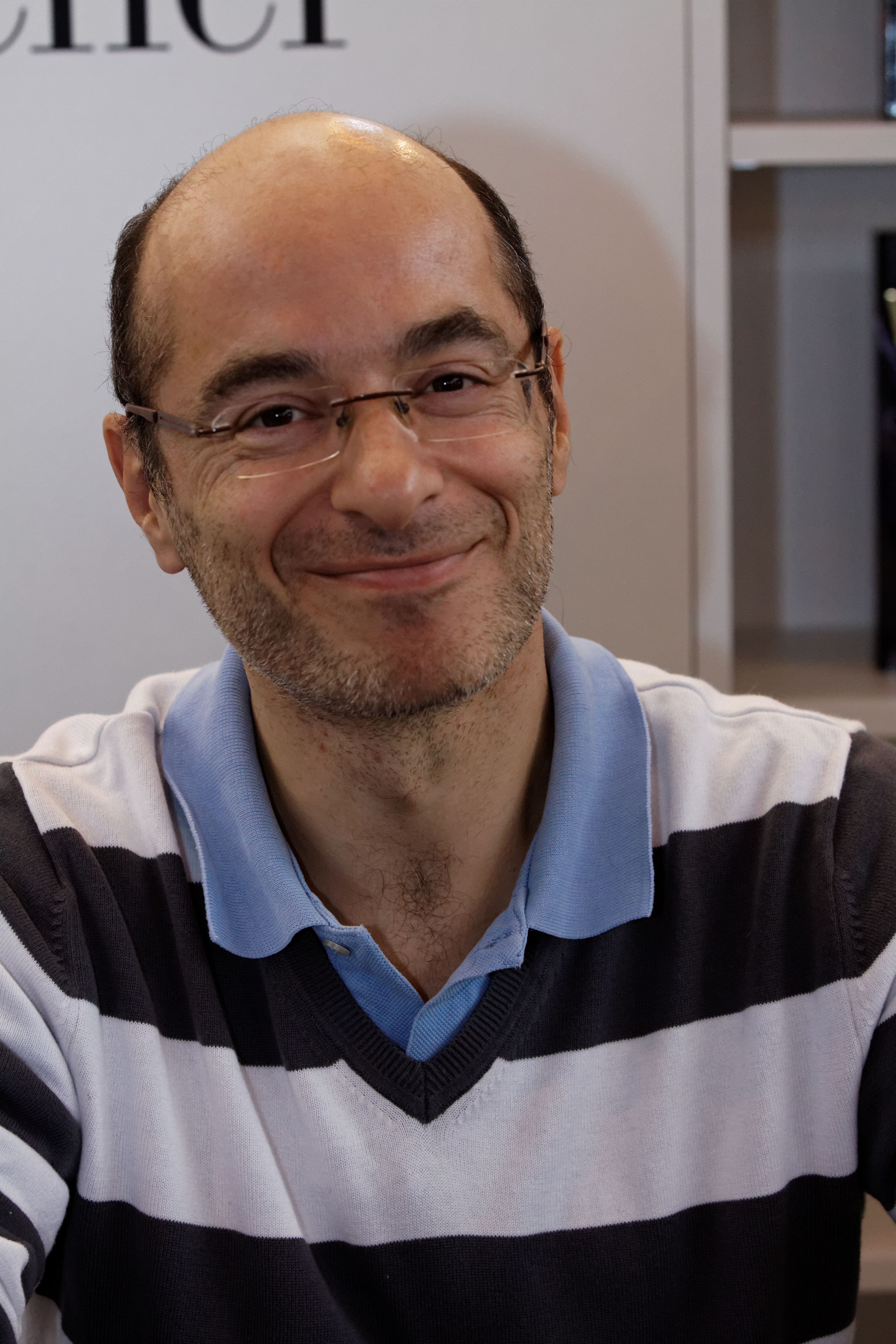
Bernard Werber (* 1961)

- Werber, Christine (* 1946), österreichische Politikerin (ÖVP), Landtagsabgeordnete von Vorarlberg
- Werber, Ernst (* 1880), deutscher Verwaltungsbeamter
- Werber, Friedrich (1901–1981), deutscher Politiker (CDU), MdL, MdB
- Werber, Karl Günter (1929–2013), deutscher Germanist, Buchhändler und Heimatforscher
- Werber, Ludwig (* 1891), badischer Beamter
- Werber, Manfred (* 1938), deutscher Jurist und Hochschullehrer
- Werber, Mia (1876–1943), österreichische Sängerin (Sopran) an deutschen Operettenbühnen und ein Opfer des Holocausts
- Werber, Niels (* 1965), deutscher Literatur- und Medienwissenschaftler
- Werber, Paul Lambert (1881–1941), deutscher Offizier, Freikorpsmitglied und Nationalsozialist
- Werber, Wilhelm Josef Anton (1800–1873), deutscher Arzt und Hochschullehrer
- Werberger, Wilhelm (* 1881), deutscher Beamter, Landrat im Landkreis Pfaffenhofen an der Ilm (1933–1945)
- Werbermacher, Hannah, chassidische Wunderrabbinerin
- Werbezirk, Gisela (1875–1956), österreichische Theater- und Filmschauspielerin

### Werbi
- Werbick, Jürgen (* 1946), deutscher römisch-katholischer Theologe
- Werbik, Hans (1941–2021), österreichischer Psychologe
- Werbik, Maria (1890–1977), österreichische Lehrerin und Politikerin (NSDAP)
- Werbik-Seiberl, Adolfine (1912–1989), österreichische Autorin
- Werbitzky, Vadim (* 1961), deutsch-russischer Komponist
- Werbizkaja, Anastassija Alexejewna (1861–1928), russische Schriftstellerin, Dramatikerin und Memoiristin
- Werbizkaja, Ljudmila Alexejewna (1936–2019), sowjetisch-russische Linguistin, Russistin und Hochschullehrerin
- Werbizki, Wassili Iwanowitsch (1827–1890), russischer Missionar und Ethnograph im Altai

### Werbl
- Werblan, Andrzej (* 1924), polnischer Politiker, Sejm-Abgeordneter, Hochschullehrer
- Werblińska, Anna (* 1984), polnische Volleyballspielerin

### Werbo
- Werbos, Paul (* 1947), US-amerikanischer Mathematiker
- Werbow, Alexei Igorewitsch (* 1982), russischer Volleyballspieler
- Werbowy, Daria (* 1983), ukrainisch-kanadisches ModelDaria Werbowy (* 1983)

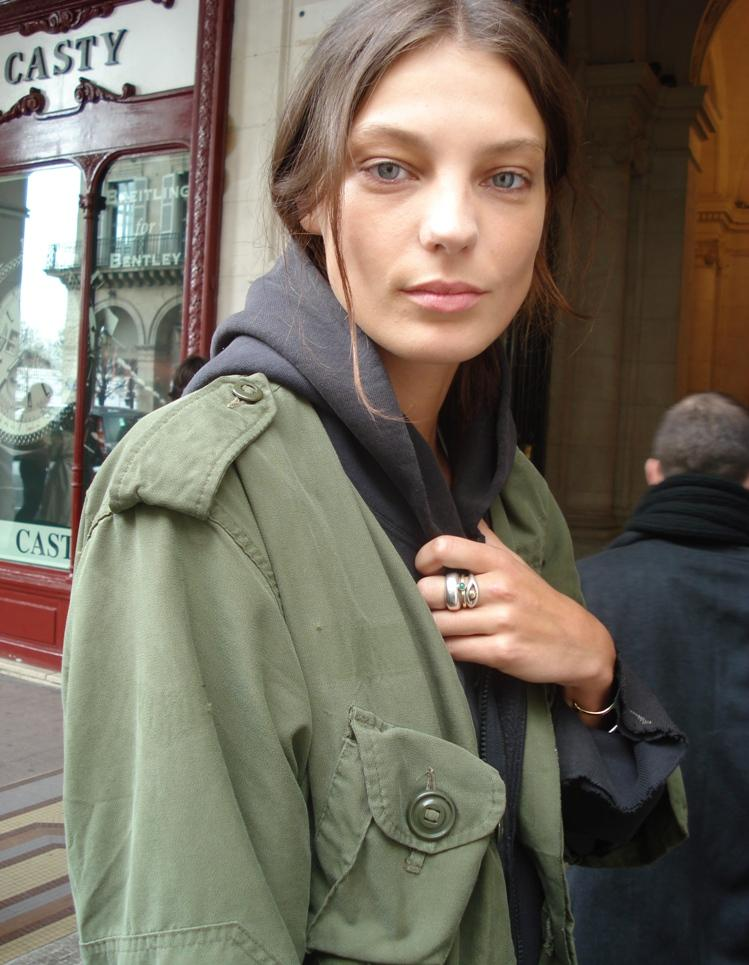
Daria Werbowy (* 1983)

### Werbr
- Werbrouck, Ulla (* 1972), belgische Judoka

### Werbs
- Werbs, Norbert (1940–2023), deutscher römisch-katholischer Geistlicher und Weihbischof im Erzbistum Hamburg

### Werby
- Werbyzkyj, Mychajlo (1815–1870), ukrainischer katholischer Priester und Komponist